# Pedicularis gyroflexa
La pedicolare spiralata (nome scientifico Pedicularis gyroflexa Vill., 1786)  è una pianta parassita appartenente alla famiglia delle Orobanchaceae.

## Etimologia
Il nome generico (Pedicularis) deriva da un termine latino che significa "pidocchio" e si riferisce alla convinzione che queste piante infestino di pidocchi il bestiame al pascolo; altri giustificano l'etimologia del nome del genere all'opposto, ossia in quanto si pensa che queste piante liberino la testa dai pidocchi. L'epiteto specifico (gyroflexa) deriva dal greco "gyros" e significa "rotondo, un cerchio", mentre "flexa" deriva dal latino e significa "flessibile" e fa riferimento alla corolla a forma di spirale (vedi il nome comune italiano).
Il binomio scientifico di questa pianta è stato proposto per la prima volta dal botanico francese Domínique Villars  (1745-1814) nella pubblicazione "Histoire des Plantes de Dauphiné: Contenant une Préface Historique, un Dictionnaire des Termes de Botanique, les Classes, les Familles, les Genres, & les Herborisations des Environs de Grenoble, de la Grande Chartreuse, de Briançon, de Gap & de Montelimar. Paris - 1: 275, 353" del 1876.

## Descrizione

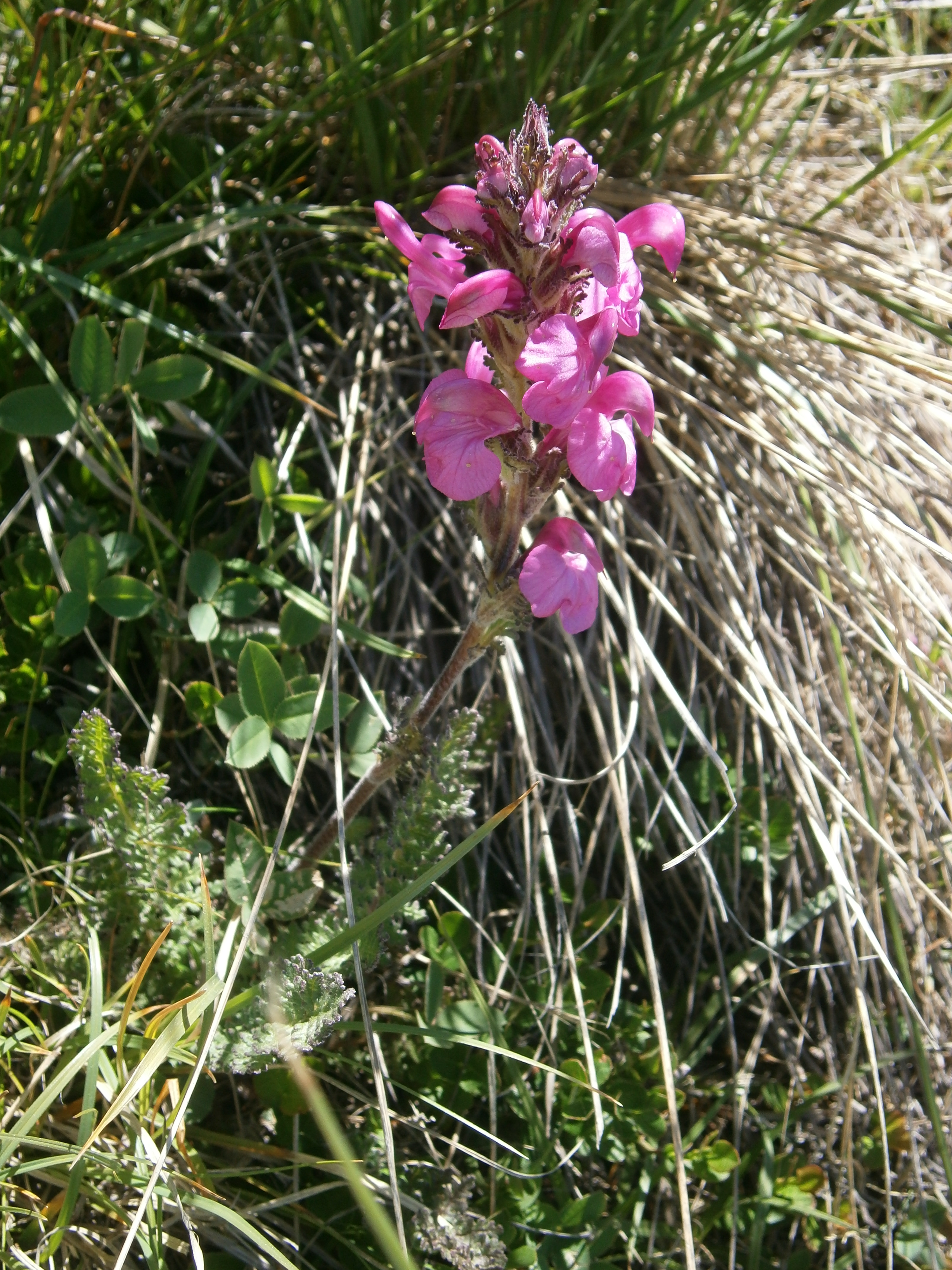
Il portamento

Queste piante sono alte da 10 a 35 cm. La forma biologica è emicriptofita scaposa (H scap), ossia in generale sono piante erbacee, a ciclo biologico perenne, con gemme svernanti al livello del suolo e protette dalla lettiera o dalla neve e sono dotate di un asse fiorale eretto e spesso privo di foglie. Sono inoltre piante parassite: le radici mostrano organi specifici per nutrirsi della linfa di altre piante.

### Radici
Le radici, spesso fusiforme o fascicolate, grosse e carnose, si distribuiscono a raggiera cercando di raggiungere le radici di altre piante per succhiarne la linfa.

### Fusto
La parte aerea del fusto è eretta o arcuato-ascendente. La superficie del fusto è pubescente (più o meno lanosa).

### Foglie
Le foglie hanno un contorno lanceolato-lineare a forma due volte pennatosetta con segmenti dentati; la superficie è pubescente. Le foglie cauline sono progressivamente ridotte e meno divise. Dimensione delle foglie: larghezza 1 - 1,5 cm; lunghezza 7 – 10 cm.

### Infiorescenza
Le infiorescenze sono delle spighe con fiori subsessili; breve alla fioritura, più allungata e densa in seguito. Alla base di ogni fiore sono presenti delle brattee fogliacee più lunghe del calice e a forma tri-partita. Lunghezza finale dell'infiorescenza: 10 – 15 cm.

### Fiore
I fiori sono ermafroditi, zigomorfi (del tipo bilabiato), tetrameri, ossia con quattro verticilli (calice – corolla - androceo – gineceo) e pentameri (la corolla e il calice sono a 5 parti). Lunghezza del fiore: 20 – 30 mm.
- Formula fiorale: per questa pianta viene indicata la seguente formula fiorale:

X, K (5), [C (2+3), A 2+2], G (2), (supero), capsula
- Calice:il calice è gamosepalo con cinque denti diseguali (il dente dorsale è abbreviato); la base del calice è un tubo campanulato; la superficie è lanosa. I denti del calice sono simili alle brattee (sono fogliacei) e sono lunghi quanto il tubo calicino. Lunghezza del calice: 11 – 15 mm.
- Corolla: la corolla, a forma più o meno cilindrica, è gamopetala bilabiata a fauci aperte. Il tubo è lungo il doppio del calice e spesso è ricurvo a falce o a spirale. Delle due labbra, quello superiore termina in un breve becco non dentato; quello inferiore è cigliato con tre lobi. Il colore della corolla è rosa-chiaro (a volte più scuro oppure quasi bianco). Lunghezza della corolla: 20 – 28 mm. Lunghezza del becco: oltre 2 – 4 mm.
- Androceo: l'androceo possiede quattro stami didinami (due grandi e due piccoli - quelli inferiori hanno i filamenti allungati). I filamenti sono inseriti più o meno alla base della corolla e sono pubescenti nella parte superiore. Le antere, dissimulate sotto il cappuccio del labbro superiore sono strettamente unite da una fitta peluria. La maturazione del polline è contemporanea allo stigma.[12]
- Gineceo: l'ovario è supero formato da due carpelli ed è biloculare. Lo stilo inserito all'apice dell'ovario è del tipo filiforme; lo stigma è semplice ed è protruso brevemente oltre il cappuccio della corolla in modo da evitare l'auto-impollinazione.[12]
- Fioritura: da giugno a luglio (agosto).

### Frutti
Il frutto è una capsula loculicida bivalve a forma compresso-globosa (a maturità è di poco più lunga del calice). I semi sono pochi a forma angolosa.

## Riproduzione
- Impollinazione: l'impollinazione avviene tramite insetti (impollinazione entomogama).
- Riproduzione: la fecondazione avviene fondamentalmente tramite l'impollinazione dei fiori (vedi sopra).
- Dispersione: i semi cadendo a terra sono dispersi soprattutto da insetti tipo formiche (disseminazione mirmecoria).

## Distribuzione e habitat

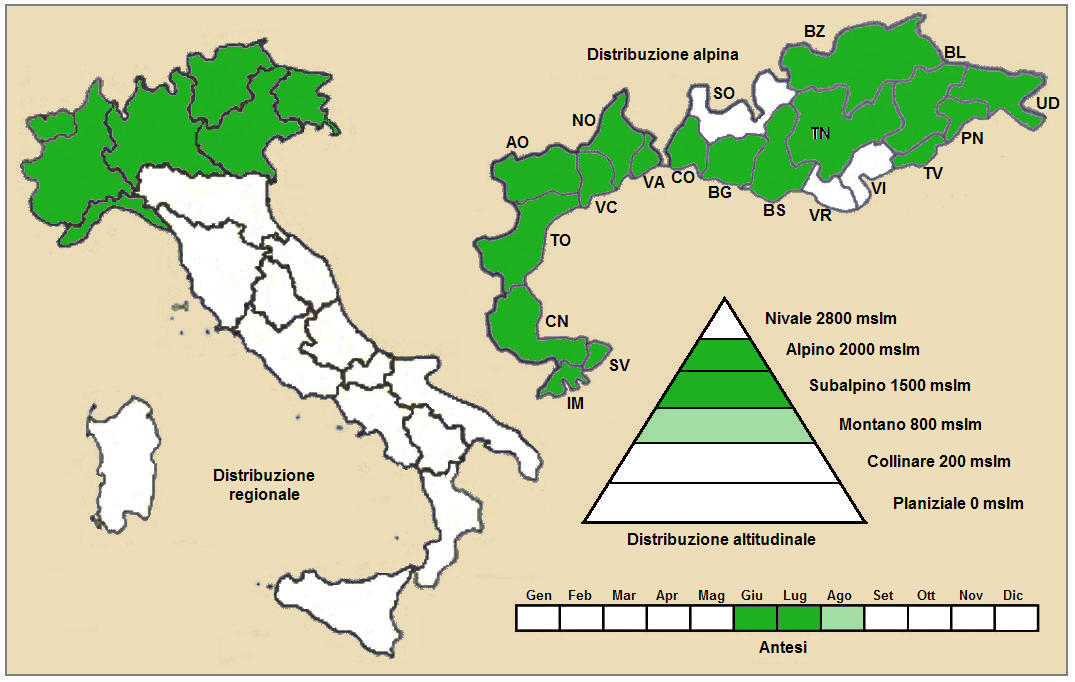
Distribuzione della pianta
(Distribuzione regionale – Distribuzione alpina)

- Geoelemento: il tipo corologico (area di origine) è Alpico / Sub-Endemico.
- Distribuzione: in Italia è una specie rara e si trova solamente al Nord (soprattutto nelle Alpi). Fuori dall'Italia, sempre nelle Alpi, questa specie si trova in Francia (dipartimenti di Alpes-de-Haute-Provence, Hautes-Alpes, Alpes-Maritimes, Drôme, Isère e Savoia) e in Svizzera (cantoni Vallese e Ticino).[14]
- Habitat: l'habitat tipico sono i pascoli aridi montani e subalpini anche rocciosi. Il substrato preferito è calcareo con pH basico, bassi valori nutrizionali del terreno che deve essere umido.[14]
- Distribuzione altitudinale: sui rilievi queste piante si possono trovare da 1300 fino a 2200 m s.l.m. (raramente dai 750 ai 2800 m s.l.m.); frequentano quindi i seguenti piani vegetazionali: subalpino e alpino e in parte quello montano.

### Fitosociologia
Dal punto di vista fitosociologico la sottospecie di questa scheda appartiene alla seguente comunità vegetale:
Formazione: delle comunità delle praterie rase dei piani subalpino e alpino con dominanza di emicriptofite
Classe: Elyno-Seslerietea variae
Ordine: Seslerietalia variae
Alleanza: Seslerion variae

## Tassonomia
La famiglia di appartenenza della specie (Orobanchaceae) comprende soprattutto piante erbacee perenni e annuali semiparassite (ossia contengono ancora clorofilla a parte qualche genere completamente parassita) con uno o più austori connessi alle radici ospiti. È una famiglia abbastanza numerosa con circa 60 - 90 generi e oltre 1700 - 2000 specie (il numero dei generi e delle specie dipende dai vari metodi di classificazione) distribuiti in tutti i continenti. Il genere Pedicularis comprende 400-500 specie (il genere più numeroso della famiglia con distribuzione quasi cosmopolita - manca in Africa e Australia) delle quali 23 sono presenti nella flora spontanea italiana.

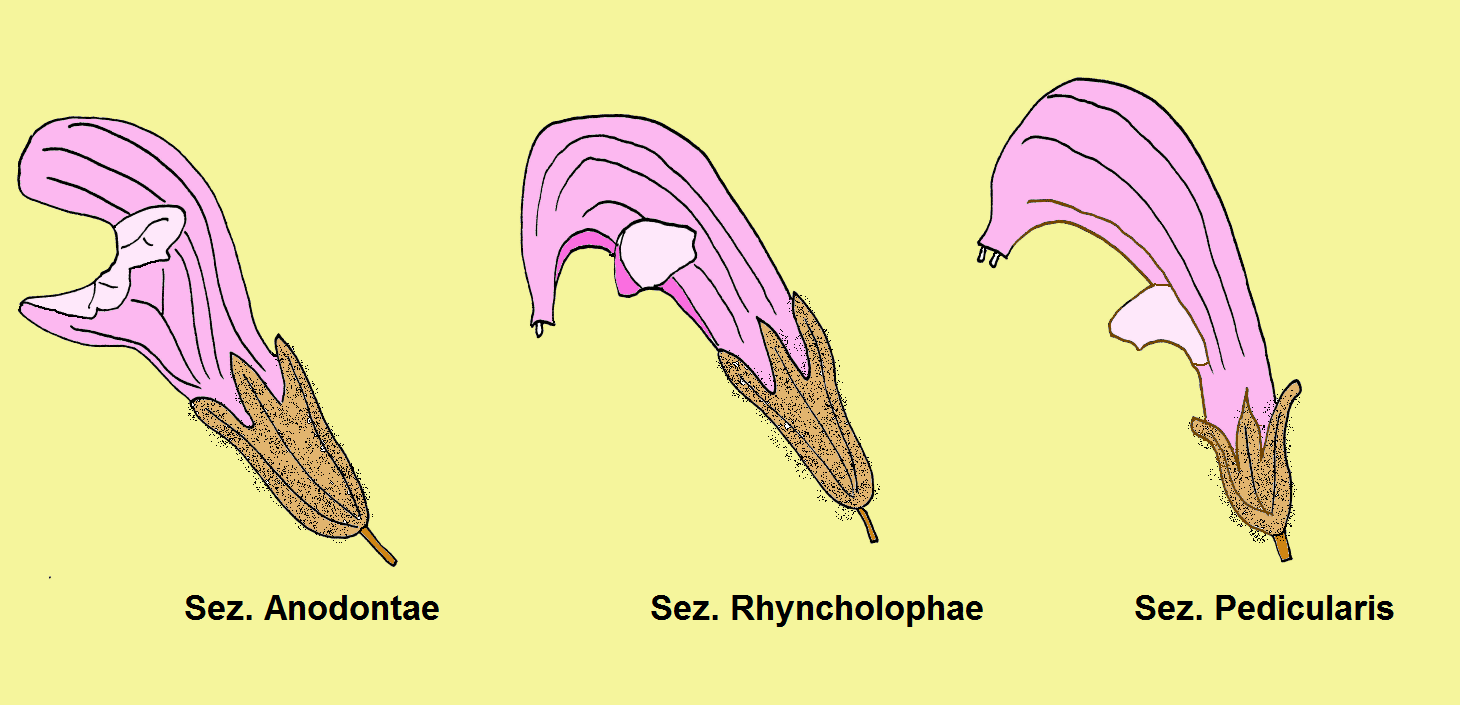
Le tre sezioni del genere

La classificazione del genere è difficile in quanto la forma del fiore è molto simile tra specie e specie; inoltre il colore della corolla nel secco è indistinguibile. Pignatti nella "Flora d'Italia" divide le specie spontanee della flora italiana in tre gruppi in base alla forma del labbro superiore (vedi il disegno):
- Sez. Anodontae: l'apice del labbro superiore della corolla è arrotondato (né rostrato e né dentato).
- Sez. Rhyncholophae: il labbro superiore della corolla è più o meno falcato e termina in un becco allungato.
- Sez. Pedicularis: il labbro superiore della corolla è provvisto di due dentini sotto la parte falcata.

La specie P. gyroflexa appartiene alla sez. Rhyncholophae. Questa pianta può essere facilmente confusa con un ibrido tra Pedicularis elongata A. Kern. e Pedicularis rostratocapitata Crantz presente nello stesso areale.

### Filogenesi
Secondo una recente ricerca di tipo filogenetico la famiglia Orobanchaceae è composta da 6 cladi principali nidificati uno all'interno dell'altro. Il genere Pedicularis si trova nel quarto clade (relativo alla tribù Pedicularideae). All'interno della tribù il genere è in posizione "gruppo fratello" al resto dei generi della tribù.

### Sottospecie
Per questa specie è riconosciuta come valida la seguente sottospecie (non presente in Italia):
- Pedicularis gyroflexa subsp. praetutiana (Levier ex Steininger) Kunz & E.Mayer, 1971

### Sinonimi
Questa entità ha avuto nel tempo diverse nomenclature. L'elenco seguente indica alcuni tra i sinonimi più frequenti:
- Pedicularis gyroflexa var. praetutiana Levier ex Steininger (sinonimo della sottospecie praetutiana).
- Pedicularis hugueninii Rchb. f.
- Pedicularis gyroflexa Vill. subsp. gyroflexa
- Pedicularis rostrata subsp. hugueninii (Rchb. f.) Nyman
- Pedicularis gyroflexa Vill. var. gyroflexa

## Altre notizie
La pedicolare spiralata in altre lingue è chiamata nei seguenti modi:
- (DE)  Gedrehtes Läusekraut
- (FR)  Pédiculaire arquée